# 尼古拉·穆勒
尼古拉·穆勒（德語：Nicolai Müller；1987年9月25日—）是一位德國足球運動員，在場上的位置是邊鋒。2019年10月，他加盟澳大利亚足球超级联赛西悉尼流浪者。
穆勒曾效力德國足球甲級聯賽球隊法蘭克福、汉诺威、漢堡等队。
效力汉堡期间，穆勒在2017年至2018年德国足球甲级联赛第一轮主场同奥格斯堡的比赛的第8分钟攻入全场唯一进球，帮助球队取胜。然而，他在进球之后的庆祝中扭伤了右膝，不久就在第15分钟被换下。赛后检查发现穆勒右膝重伤，需要七个月的时间康复。